# Серченко Валерій Анатолійович
Валерій Анатолійович Серченко (нар. 15 серпня 1968) — радянський та український футболіст, воротар.

## Життєпис
Футбольну кар'єру розпочав 1990 року в складі павлоградського «Шахтаря», у футболці якого провів 2 поєдинки в Другій нижчій лізі СРСР. Наступного року перебрався до «Зорі». В останньому розіграші Другої ліги СРСР зіграв 5 матчів, ще 1 поєдинок провів у кубку СРСР. У 1992 році «Зоря-МАЛС» отримала право стартувати в першому розіграші Вищої ліги України, в якій дебютував 17 червня 1992 року в нічийному (1:1) домашньому поєдинку 20-го туру підгрупи 2 проти дніпропетровського «Дніпра». Валерій вийшов на поле в стартовому складі та відіграв увесь матч. У команді відіграв 6 повних сезонів, але в жодному з вище вказаних чемпіонатів основним воротарем так і не став. З 19 матчів у чемпіонаті СРСР/України та 6 поєдинків у кубку СРСР/України найбільше зіграв у сезоні 1995/96 років — 8 матчів у Вищій лізі. У першій половині сезону 1996/97 років ігрової практики не отримував, провів лише один матч у кубку України. Тому під час зимової перерви у вище вказаному сезоні виїхав до Росії. Однак знайти професіональний клуб Серченку не вдалося, тому гравець змушений був грати за аматорський колектив «Альянс» з Анапи.
Напередодні старту весняної частини сезону 1997/98 років повернувся до України, де став гравцем «Слов'янця». Дебютував у новій команді 11 квітня 1998 року в програному (0:3) виїзному поєдинку 20-го туру групи В Другої ліги проти куп'янського «Оскола». Серченко вийшов на поле на 82-ій хвилині, замінивши Михайла Лисенка. Згодом результат матчу анулювали через участь у складі команди-господарів дискваліфікованого футболіста. Загалом у другій половині сезону 1997/98 років зіграв 11 матчів у Другій лізі України. Після цього завершив кар'єру професіонального футболіста та перейшов до аматорського колективу «Шахтар», який виступав у чемпіонаті Луганської області. У футболці луганських «гірників» провів 14 поєдинків. Про подальшу кар'єру дані відсутні.
Згодом емігрував до Ізраїлю.